# Henry Lee
Henry Lee – drugi singel z płyty Nick Cave and the Bad Seeds zatytułowanej Murder Ballads. 
Utwór ten opowiada o kobiecie, która zabija mężczyznę, gdyż on jej nie kocha. Piosenka ta została zaśpiewana w duecie z PJ Harvey, z którą Cave był w tamtym czasie w związku miłosnym.
Na tym wydawnictwie zawarto następujące nagrania:
1. Henry Lee (Nick Cave and the Bad Seeds, PJ Harvey)
2. King Kong Kitchee Kitchee Ki-Mi-O (Nick Cave and the Bad Seeds, PJ Harvey)
3. Knoxville Girl (Nick Cave and the Bad Seeds, PJ Harvey)

Na opisywanym dysku znajdują się trzy utwory, wszystkie stworzone we współudziale znanej brytyjskiej artystki PJ Harvey. Na promowanej płycie, Murder Ballads, można znaleźć tylko pierwszy z wymienionych utworów.